# 全国高等学校野球選手権青森大会
全国高等学校野球選手権青森大会（ぜんこくこうとうがっこうやきゅうせんしゅけんあおもりたいかい）は、青森県で開催されている全国高等学校野球選手権大会（夏の甲子園）の地方大会。

## 前史
青森県勢は1915年（第1回大会） - 1921年（第7回大会）は不参加。1922年（第8回大会） - 1924年（第10回大会）は東北大会、1925年（第11回大会） - 1957年（第39回大会）は奥羽大会、1959年（第41回大会） - 1972年（第54回大会）は北奥羽大会、1974年（第56回大会） - 1977年（第59回大会）は奥羽大会に編成されていた（ただし、第27回大会は地方大会も中止、第40回・第45回・第50回・第55回大会は一府県一代表が認められた記念大会）。

## 使用球場
- はるか夢球場【弘前市】 ※メイン会場
- 青森市営野球場（合浦公園スタジアム）
- 長根野球場【八戸市】
- 六戸町総合運動公園野球場（メイプルスタジアム）
- 2007年までは青森県営球場がメイン球場として使用されていた。その後改修を機に、2008年から六戸町総合運動公園野球場（メイプルスタジアム）が新たに利用されるようになった。
- 2017年からはるか夢球場がメイン会場となることが発表された[1]。しかし2018年は大会期間中にはるか夢球場でフレッシュオールスターゲームが開催されたため、その分の計2試合を青森県営球場で行った。

## 優勝校

### 1県1代表以前
| 年度（大会）         | 代表校       | 備考                   |
| -------------------- | ------------ | ---------------------- |
| 1926年（第12回大会） | 八戸中       | 東北大会優勝校が代表   |
| 1927年（第13回大会） | 青森師範     | 〃                     |
| 1928年（第14回大会） | 八戸中       | 〃                     |
| 1930年（第16回大会） | 八戸中       | 〃                     |
| 1938年（第24回大会） | 青森師範     | 奥羽大会優勝校が代表   |
| 1939年（第25回大会） | 青森中       | 〃                     |
| 1948年（第30回大会） | 青森         | 〃                     |
| 1951年（第33回大会） | 青森         | 〃                     |
| 1958年（第40回大会） | 東奥義塾     | 記念大会のため1県1代表 |
| 1960年（第42回大会） | 青森         | 北奥羽大会優勝校が代表 |
| 1962年（第44回大会） | 青森一       | 〃                     |
| 1963年（第45回大会） | 東奥義塾     | 記念大会のため1県1代表 |
| 1965年（第47回大会） | 八戸         | 北奥羽大会優勝校が代表 |
| 1967年（第49回大会） | 東奥義塾     | 〃                     |
| 1968年（第50回大会） | 三沢         | 記念大会のため1県1代表 |
| 1969年（第51回大会） | 三沢         | 北奥羽大会優勝校が代表 |
| 1970年（第52回大会） | 五所川原農林 | 〃                     |
| 1973年（第55回大会） | 青森商       | 記念大会のため1県1代表 |

### 1県1代表後
| 年度（大会）          | 校数 | 優勝校       | 決勝スコア | 準優勝校     | 備考       |
| --------------------- | ---- | ------------ | ---------- | ------------ | ---------- |
| 1978年（第60回大会）  | 48   | 青森北       | 4 - 3      | 八戸西       |            |
| 1979年（第61回大会）  | 50   | 弘前実       | 4 - 2      | 八戸西       |            |
| 1980年（第62回大会）  | 54   | 弘前工       | 1 - 0      | 青森山田     |            |
| 1981年（第63回大会）  | 54   | 東奥義塾     | 2 - 1      | 八戸         |            |
| 1982年（第64回大会）  | 58   | 木造         | 4 - 1      | 青森山田     |            |
| 1983年（第65回大会）  | 62   | 八戸工大一   | 6 - 4      | 八戸         |            |
| 1984年（第66回大会）  | 63   | 弘前実       | 4 - 2      | 弘前工       |            |
| 1985年（第67回大会）  | 64   | 八戸         | 3 - 0      | 三沢商       |            |
| 1986年（第68回大会）  | 66   | 三沢商       | 4 - 1      | 青森山田     |            |
| 1987年（第69回大会）  | 66   | 八戸工大一   | 3 - 2      | 青森商       |            |
| 1988年（第70回大会）  | 66   | 弘前工       | 6 - 1      | 八戸         |            |
| 1989年（第71回大会）  | 66   | 弘前工       | 11 - 1     | 青森商       |            |
| 1990年（第72回大会）  | 67   | 八戸工大一   | 12 - 2     | 東奥義塾     |            |
| 1991年（第73回大会）  | 66   | 弘前実       | 7 - 1      | 八戸工       |            |
| 1992年（第74回大会）  | 66   | 弘前実       | 11 - 6     | 五所川原工   |            |
| 1993年（第75回大会）  | 65   | 青森山田     | 9 - 3      | 東奥義塾     |            |
| 1994年（第76回大会）  | 66   | 八戸         | 7 - 6      | 光星学院     | 延長10回   |
| 1995年（第77回大会）  | 66   | 青森山田     | 4 - 2      | 光星学院     | 延長10回   |
| 1996年（第78回大会）  | 67   | 弘前実       | 6 - 4      | 光星学院     |            |
| 1997年（第79回大会）  | 68   | 光星学院     | 11 - 0     | 青森山田     |            |
| 1998年（第80回大会）  | 69   | 八戸工大一   | 3 - 2      | 光星学院     |            |
| 1999年（第81回大会）  | 69   | 青森山田     | 5 - 3      | 光星学院     |            |
| 2000年（第82回大会）  | 70   | 光星学院     | 7 - 1      | 弘前実       |            |
| 2001年（第83回大会）  | 72   | 光星学院     | 3 - 1      | 青森         |            |
| 2002年（第84回大会）  | 75   | 青森山田     | 9 - 2      | 光星学院     |            |
| 2003年（第85回大会）  | 75   | 光星学院     | 9 - 4      | 青森山田     |            |
| 2004年（第86回大会）  | 75   | 青森山田     | 12 - 0     | 青森北       |            |
| 2005年（第87回大会）  | 76   | 青森山田     | 8 - 1      | 光星学院     |            |
| 2006年（第88回大会）  | 73   | 青森山田     | 5 - 4      | 光星学院     |            |
| 2007年（第89回大会）  | 73   | 青森山田     | 9 - 2      | 八戸工大一   |            |
| 2008年（第90回大会）  | 75   | 青森山田     | 4 - 0      | 光星学院     |            |
| 2009年（第91回大会）  | 74   | 青森山田     | 4 - 3      | 大湊         |            |
| 2010年（第92回大会）  | 73   | 八戸工大一   | 3 - 0      | 光星学院     |            |
| 2011年（第93回大会）  | 73   | 光星学院     | 9 - 1      | 野辺地西     |            |
| 2012年（第94回大会）  | 72   | 光星学院     | 5 - 3      | 弘前学院聖愛 |            |
| 2013年（第95回大会）  | 67   | 弘前学院聖愛 | 4 - 3      | 弘前         |            |
| 2014年（第96回大会）  | 68   | 八戸学院光星 | 8 - 6      | 青森         |            |
| 2015年（第97回大会）  | 68   | 三沢商       | 2x - 1     | 八戸学院光星 | 延長12回   |
| 2016年（第98回大会）  | 65   | 八戸学院光星 | 11 - 0     | 大湊         |            |
| 2017年（第99回大会）  | 63   | 青森山田     | 5 - 3      | 八戸学院光星 |            |
| 2018年（第100回大会） | 59   | 八戸学院光星 | 6 - 4      | 弘前学院聖愛 |            |
| 2019年（第101回大会） | 57   | 八戸学院光星 | 12 - 4     | 弘前学院聖愛 |            |
| 2020年（独自大会）    | 55   | 青森山田     | 8 - 5      | 八戸学院光星 |            |
| 2021年（第103回大会） | 53   | 弘前学院聖愛 | 6 - 5      | 青森山田     |            |
| 2022年（第104回大会） | 50   | 八戸学院光星 | 6 - 5      | 八戸工大一   |            |
| 2023年（第105回大会） | 48   | 八戸学院光星 | 3 - 2      | 八戸工大一   | 延長10回TB |
| 2024年（第106回大会） | 48   | 青森山田     | 4 - 3      | 弘前学院聖愛 |            |
| 2025年（第107回大会） | 48   | 弘前学院聖愛 | 6 - 5      | 八戸学院光星 |            |

- 参加校数は日本高野連の発表に基づき連合チームを1校としてカウント

## エピソード
- かつて青森代表は1969年・51回大会での三沢高校の準優勝を最後に全国大会での連敗街道に突入し、1977年まで存在した2次予選で岩手代表(1972年まで)・秋田代表(1974年から77年、秋田代表の4戦全勝)に敗れた大会を除いて1970年・第52回大会から1988年・第70回大会まで「初戦13連敗」の不名誉な記録をたたき出した。ちなみに全国大会初戦13連敗は同じ東北地区の山形勢(1973年・日大山形の県勢大会初勝利まで、14回目の挑戦で初勝利)・秋田代表(1998年～2010年、この記録のみ49代表制導入後のみの記録)と並ぶワーストタイ記録である。また青森勢は三沢の夏の甲子園準優勝以降1987年・第59回選抜高校野球での八戸工大一の準々決勝進出まで「春夏合わせて15連敗」という記録もたたき出した。
- また、1979年・61回大会(大分商4-1弘前実)の4回からは全国大会での得点からも遠ざかり3年連続初戦完封負け・全国大会38イニング連続無得点という記録も樹立した。中でも1981年・63回大会の東奥義塾は初回先頭打者安打のみの無四球1安打完封(0-5鳥取西)、翌年・64回大会の木造は最終回・27人目の打者への死球のみという準完全試合(佐賀商7-0木造)と、良質な投手を擁したチームとのめぐりあわせによる甲子園での勝利・得点はおろかヒットも遠い時代も過ごした。しかし平成最初の夏・1989年・第71回大会で弘前工が石川(沖縄)に(2回戦から登場)5-1で勝利、1969年・第51回大会の三沢以来県勢20年ぶりとなる夏の甲子園での勝利を手にした。（3回戦は仙台育英（宮城）に1-2と惜敗）。
- 1990年代後半以降の青森代表は光星学院・青森山田などの台頭により、夏の甲子園大会での上位進出が目立っている。2011年・第93回大会では、光星学院（当時）が42年ぶりとなる青森県勢の決勝戦進出を果たしたが、決勝では日大三（西東京）に0-11と大敗し準優勝に終わった。
- 2012年・第94回大会でも、光星学院（当時）が昨年同様2年連続の夏の甲子園大会決勝戦へ進出（なお光星学院は2012年春の選抜大会でも決勝戦進出・準優勝を果たし、3季連続の甲子園大会決勝戦進出となる）。同年の選抜大会決勝で敗れた大阪桐蔭との再戦となったが、0-3と惜しくも敗れ、夏の甲子園では2年連続（選抜大会も含めると3季連続）の準優勝に終わった。
- 2020年夏に開催予定だった第102回全国高等学校野球選手権大会が新型コロナウイルス感染症の流行により、本大会と全ての地方大会が中止となった事に伴う青森県独自の代替大会として、「令和2年度夏季青森県高校野球大会」（青森県高等学校野球連盟が主催し、日本高等学校野球連盟と朝日新聞社、県や県高校体育連盟などが後援）が7月14日から7月28日まで参加55チームで開催された。大会はノーシードのトーナメント方式で、開会式は密集を避けるため行わず、閉会式は簡易に行う。原則として球場での観戦は、保護者とベンチ入りしなかった部員のみで、部員以外の生徒や一般客は入場できなかった。優勝校は、東北6県の各代替大会で優勝した代表校による独自の東北大会に出場する。

## 放送体制

### テレビ
- 民放では1991年の第73回大会までは当時テレビ朝日系列だった青森放送で中継放送していたが、翌1992年の第74回大会以降からは前年10月に開局したテレビ朝日系列の青森朝日放送が中継放送している。以来、青森県営野球場→青森市営野球場と八戸市長根運動公園野球場の2元中継により全試合を中継されてきた。しかし近年の視聴率低下や制作費削減のあおりを受け、開会式と準々決勝（2009年までは3回戦、2010年は4回戦、2012年は当初は準々決勝からだったが、雨による日程変更のため4回戦）から決勝戦までの中継に縮小され、さらには八戸からの中継もやめ、青森市営球場のみの実況中継となっていった。2017年からは青森市営球場の開会式を除き、新たにメイン会場となったはるか夢球場の準々決勝以降の試合及び閉会式を中継している。また実況アナウンサーは、中継開始年から2000年ごろまでは、自局アナウンサーに加えて、外部のフリーアナウンサーも関わっていたが、それ以降からはすべて、自局のアナウンサー（対馬孝之、下田武史、藤岡勇貴など各アナウンサー）が行っている。
- NHK青森放送局では総合テレビ（一部時間帯ではEテレへ切り替えの場合有り）にて準決勝・決勝（2013・2019年は決勝のみ）を中継している。2021年は東京オリンピックの中継と日程が重なったため決勝のみEテレのサブチャンネルで中継した。

### ラジオ
- NHK青森放送局ではラジオ第1放送（一部時間帯ではFM放送へ切り替えの場合有り）にて準決勝から（2012年までは3回戦から、2013年は決勝のみ、2024年まで準々決勝から）、青森市営野球場より中継している。青森放送でも2009年まで準決勝と決勝を放送していた。2021年は東京オリンピックの中継と日程が重なったため準決勝と決勝をFM放送で中継した。

### 配信
「バーチャル高校野球」では青森朝日放送の制作の中継が配信されているが、地上波では放送されない1、2回戦も一部の会場は実況付きで、開幕試合・はるか夢球場の3回戦は解説・実況、八戸で行われる準々決勝も実況付きで配信。